# Mark O'Meara

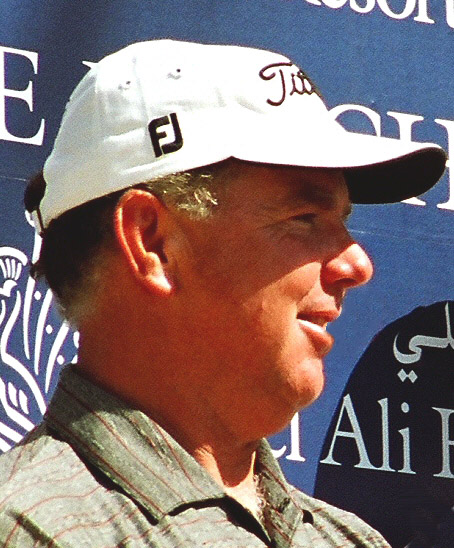
Mark O'Meara

Mark Francis O'Meara (Goldsboro, North Carolina, 13 januari 1957) is een Amerikaanse golfprofessional die 15 jaar lang in en buiten Amerika tot de top behoorde. Hij heeft bijna 200 weken in de Top-10 op de wereldranglijst gestaan.

## Amateur
Op 13-jarige leeftijd begon hij met golf op de Mission Viejo Country Club, waar hij later ging werken. Op de middelbare school speelde hij in het schoolteam.
Zijn eerste grote succes was het winnen van het US Amateur, waarbij hij John Cook versloeg. Na het afstuderen werd hij professional.  

## Professional
Op de Amerikaanse PGA Tour staan 16 overwinningen op zijn naam; de eerste was het Greater Milwaukee Open in 1984. Op de Amerikaanse Tour won hij in 1998 nog twee Majors, de Masters en het Brits Open. Mede hierdoor bereikte hij de tweede plaats op de wereldranglijst. 
Dan volgen enkele jaren met blessures, waardoor hij pas in 2004 weer een toernooi wint: de Dubai Desert Classic.
In 2007 gaat O'Meara op de Champions Tour spelen. Ook heeft O'Meara de laatste jaren een paar golfbanen ontworpen.

#### Amerikaanse Tour
Op de Amerikaanse PGA Tour behaalt O'Meara 16 overwinningen:
- 1984: Greater Milwaukee Open
- 1985: Bing Crosby National Pro-Am, Hawaiian Open
- 1989: AT&T Pebble Beach National Pro-Am
- 1990: AT&T Pebble Beach National Pro-Am, H.E.B. Texas Open
- 1991: Walt Disney World/Oldsmobile Classic
- 1992: AT&T Pebble Beach National Pro-Am
- 1995: Honda Classic, Bell Canadian Open
- 1996: Mercedes Championships, Greater Greensboro Chrysler Classic
- 1997: AT&T Pebble Beach National Pro-Am, Buick Invitational
- 1998: The Masters en Brits Open

#### Europese Tour
- 1987: Lawrence Batley International
- 1997: Trophée Lancôme
- 1998: Brits Open
- 2004: Dubai Desert Classic

#### Japanse Tour
- 1985 Fujisankei Classic
- 1992 Tokai Classic

#### Champions Tour
- 2010 Liberty Mutual Legends of Golf (met Nick Price), Senior Players Championship

#### Elders
Buiten de Europese en Amerikaanse Tour heeft O'Meara nog tien overwinningen behaald:
- 1985: Isuzu Kapalua International (unofficial PGA Tour event)
- 1986: Australian Masters
- 1989: RMCC Invitational (with Curtis Strange)
- 1994: The Masters TournamentArgentine Open
- 1998: Cisco World Match Play Championship (Europe - unofficial event), Skins Game (U.S. - unofficial event)

#### Teams
- 1999: World Cup (met Tiger Woods)
- 2000: Fred Meyer Challenge
- 2002: Skins Game
- 2007: Champions Challenge (met Mike Reid)